# ATP-toernooi van Los Cabos
Het ATP-toernooi van Los Cabos is een tennistoernooi voor mannen dat sinds 2016 georganiseerd wordt in de Mexicaanse stad Cabo San Lucas in de gemeente Los Cabos. Het toernooi heeft de licentie overgenomen van het toernooi van Bogota.

## Erelijsten

### Enkelspel
| Datum      | Naam                       | Cat.    | ($)       | Winnaar                                | Verliezend finalist                    | Uitslag                                |                                        |
| ---------- | -------------------------- | ------- | --------- | -------------------------------------- | -------------------------------------- | -------------------------------------- | -------------------------------------- |
| 14-08-2016 | Abierto Mexicano Los Cabos | ATP 250 | $ 721.030 | Ivo Karlović                           | Feliciano López                        | 7-6(5), 6-2                            | Details                                |
| 05-08-2017 | Abierto Mexicano Los Cabos | ATP 250 | $ 727.995 | Sam Querrey                            | Thanasi Kokkinakis                     | 6-3, 2-6, 6-2                          | Details                                |
| 04-08-2018 | Abierto Mexicano Los Cabos | ATP 250 | $ 715.455 | Fabio Fognini                          | Juan Martín del Potro                  | 6-4, 6-2                               | Details                                |
| 03-08-2019 | Abierto Mexicano Los Cabos | ATP 250 | $ 762.455 | Diego Schwartzman                      | Taylor Fritz                           | 7-6(6), 6-3                            | Details                                |
| 25-08-2020 | Abierto Mexicano Los Cabos | ATP 250 | $ 834.630 | Geen toernooi wegens de coronapandemie | Geen toernooi wegens de coronapandemie | Geen toernooi wegens de coronapandemie | Geen toernooi wegens de coronapandemie |
| 24-07-2021 | Abierto Mexicano Los Cabos | ATP 250 | $ 694.655 | Cameron Norrie                         | Brandon Nakashima                      | 6-2, 6-2                               | Details                                |
| 06-08-2022 | Abierto Mexicano Los Cabos | ATP 250 | $ 822.110 | Daniil Medvedev                        | Cameron Norrie                         | 7-5, 6-0                               | Details                                |
| 05-08-2023 | Abierto Mexicano Los Cabos | ATP 250 | $ 852.480 | Stéfanos Tsitsipás                     | Alex de Minaur                         | 6–3, 6–4                               | Details                                |
| 24-02-2024 | Abierto Mexicano Los Cabos | ATP 250 | $ 915.245 | Jordan Thompson                        | Casper Ruud                            | 6–3, 7–6(5)                            | Details                                |

### Dubbelspel
| Datum      | Naam                       | Cat.    | ($)       | Winnaars                                  | Verliezend finalisten                  | Uitslag                                |                                        |
| ---------- | -------------------------- | ------- | --------- | ----------------------------------------- | -------------------------------------- | -------------------------------------- | -------------------------------------- |
| 14-08-2016 | Abierto Mexicano Los Cabos | ATP 250 | $ 721.030 | Purav Raja Divij Sharan                   | Jonathan Erlich Ken Skupski            | 7-6(4), 7-6(3)                         | Details                                |
| 05-08-2017 | Abierto Mexicano Los Cabos | ATP 250 | $ 727.995 | Juan Sebastián Cabal Treat Huey           | Sergio Galdós Roberto Maytín           | 6-3, 3-6, 6-2                          | Details                                |
| 04-08-2018 | Abierto Mexicano Los Cabos | ATP 250 | $ 715.455 | Marcelo Arévalo Miguel Ángel Reyes-Varela | Taylor Fritz Thanasi Kokkinakis        | 6-4, 6-4                               | Details                                |
| 03-08-2019 | Abierto Mexicano Los Cabos | ATP 250 | $ 762.455 | Romain Arneodo Hugo Nys                   | Dominic Inglot Austin Krajicek         | 7-5, 5-7, [16-14]                      | Details                                |
| 25-08-2020 | Abierto Mexicano Los Cabos | ATP 250 | $ 834.630 | Geen toernooi wegens de coronapandemie    | Geen toernooi wegens de coronapandemie | Geen toernooi wegens de coronapandemie | Geen toernooi wegens de coronapandemie |
| 24-07-2021 | Abierto Mexicano Los Cabos | ATP 250 | $ 694.655 | Hans Hach Verdugo John Isner              | Hunter Reese Sem Verbeek               | 5-7, 6-2, [10-4]                       | Details                                |
| 06-08-2022 | Abierto Mexicano Los Cabos | ATP 250 | $ 822.110 | William Blumberg Miomir Kecmanović        | Raven Klaasen Marcelo Melo             | 6-0, 6-1                               | Details                                |
| 05-08-2023 | Abierto Mexicano Los Cabos | ATP 250 | $ 852.480 | Santiago González Édouard Roger-Vasselin  | Andrew Harris Dominik Koepfer          | 6–4, 7–5                               | Details                                |
| 24-02-2024 | Abierto Mexicano Los Cabos | ATP 250 | $ 915.245 | Max Purcell Jordan Thompson               | Gonzalo Escobar Oleksandr Nedovjesov   | 7–5, 7–6(2)                            | Details                                |

## Statistieken

### Enkel- en dubbelspeltitel in hetzelfde jaar
| Tennisser       | Jaar |
| --------------- | ---- |
| Jordan Thompson | 2024 |

2016 · 2017 · 2018 · 2019 · 2020 · 2021 · 2022 · 2023 · 2024
 Los Angeles (1927-2012) →  Bogota (2013-2015) →  Los Cabos (2015-heden)
ITF-toernooien (mannen en vrouwen)

ATP-toernooien (mannen) – ATP-seizoen 2025

WTA-toernooien (vrouwen) – WTA-seizoen 2025

Voormalige toernooien mannen
Voormalige toernooien vrouwen
Voormalige amateurtoernooien